# Wola Drzewiecka
Wola Drzewiecka [pronunciación en polaco: /ˈvɔla dʐɛˈvjɛt͡ska/] es un pueblo en el distrito administrativo de Gmina Lipce Reymontowskie, dentro del Distrito de Skierniewice, Voivodato de Łódź, en Polonia central. Se encuentra aproximadamente 4 kilómetros al noreste de Lipce Reymontowskie, 12 kilómetros al oeste de Skierniewice, y 39 kilómetros al noreste de la capital regional, Łódź.